# Волнения в Минске (1970)
Волнения в Минске 9 апреля 1970 года (бел. Хваляваньні ў Менску 9 красавіка 1970 году) — несанкционированный митинг с элементами неповиновения властям, спровоцированный убийством хиппи Вячеслава Максакова.

## Предыстория
7 апреля 1970 года 18-летний Вячеслав Максаков и его друг Александр Шарубов были остановлены неизвестным парнем в Минске на улице Энгельса возле кинотеатра «Новости дня» (сейчас малая сцена Национального академического театра имени Янки Купалы). Он выкрикнул: «Хайль Гитлер!» Максаков потребовал, чтобы он перестал кричать. Парень потребовал дать ему рубль, после короткого диалога Максаков нанес ему удар в скулу. Завязалась драка, в ходе которой злоумышленник достал из рукава немецкий штык и ранил обоих оппонентов, причём Максакова насмерть, ударив в живот. Убийцу догнали у ресторана «Неман» и вызвали милицию.
8 апреля на месте убийства, которое располагалось в 300 метрах от здания ЦК Компартии Белоруссии, появилось написанное красной краской граффити «Здесь 7 апреля убили Славу Максакова», а на асфальте той же краской нарисовали круг со словом «Здесь» внутри.

## Беспорядки
9 апреля друзья Максакова, вернувшиеся с его похорон, обнаружили, что мужчина пытается смыть надпись бензином. Возмутившись, они пресекли эти действия: художник Андрей Плесанов крикнул: «Ты что делаешь?!», но, услышав в ответ брань, опрокинул ведро ему на штаны и достал зажигалку. Мужчина сразу скрылся. Вокруг места убийства стали стихийно собираться люди. По разным оценкам, их число достигало 100—500 человек, в основном это была молодёжь, среди неё были представители минского музыкального андерграунда.
К кинотеатру приехали милицейские машины, собравшимся приказали разойтись. Однако участники акции сцепились локтями, создав живую цепь, и встали у стены с граффити. Вскоре к месту стихийной акции приехали бойцы внутренних войск. После того как они оцепили улицу и постарались разорвать живую цепь, между хиппи и сотрудниками правоохранительных органов вспыхнула драка. Ряд хиппи был задержан. Противостояние длилось около часа.

## Последствия
Задержанные в результате беспорядков и их участники были исключены из учебных заведений.
Убийца Максакова, как предполагается, был признан невменяемым и направлен на принудительное психиатрическое лечение.
Белорусские власти усилили давление на музыкальную контркультуру Минска: хиппи считались неблагонадёжными, их исключали с мест учёбы, искали компромат, милиция и дружинники совершали рейды против них.
Предположительно беспорядки привели к негативной реакции власти на II фестиваль битовых ансамблей, который состоялся в Минске.